# Manikchhari
Manikchhari (en bengali : মানিকছড়ি) est une upazila du Bangladesh dans le district de Khagrachari. En 1991, on y dénombrait 38 479 habitants.